# Додашвили, Соломон Иванович
Соломон Иванович Додашвили (груз. სოლომონ დოდაშვილი); 17 (29) мая 1805 года, селение Земо-Магаро, ныне Сигнахский муниципалитет — 20 августа (1 сентября)  1836 год, Вятка) — грузинский писатель, просветитель, общественный деятель, философ.

## Биография
Сын бедного священника из крестьян. После окончания духовного училища в Тбилиси с рекомендательным письмом приехал в Петербург. Пользовался поддержкой и покровительством И. Хелашвили.
В 1827 окончил Петербургский университет. Был близок к декабристам. В 1828—1832 годах редактировал газету «Тпилисис уцкебани» («Тифлисские ведомости») с «Литературным приложением». 
За участие в грузинском дворянском заговоре был арестован в 1832 году и сослан в Вятку, где встречался с высланным туда же А. И. Герценым.

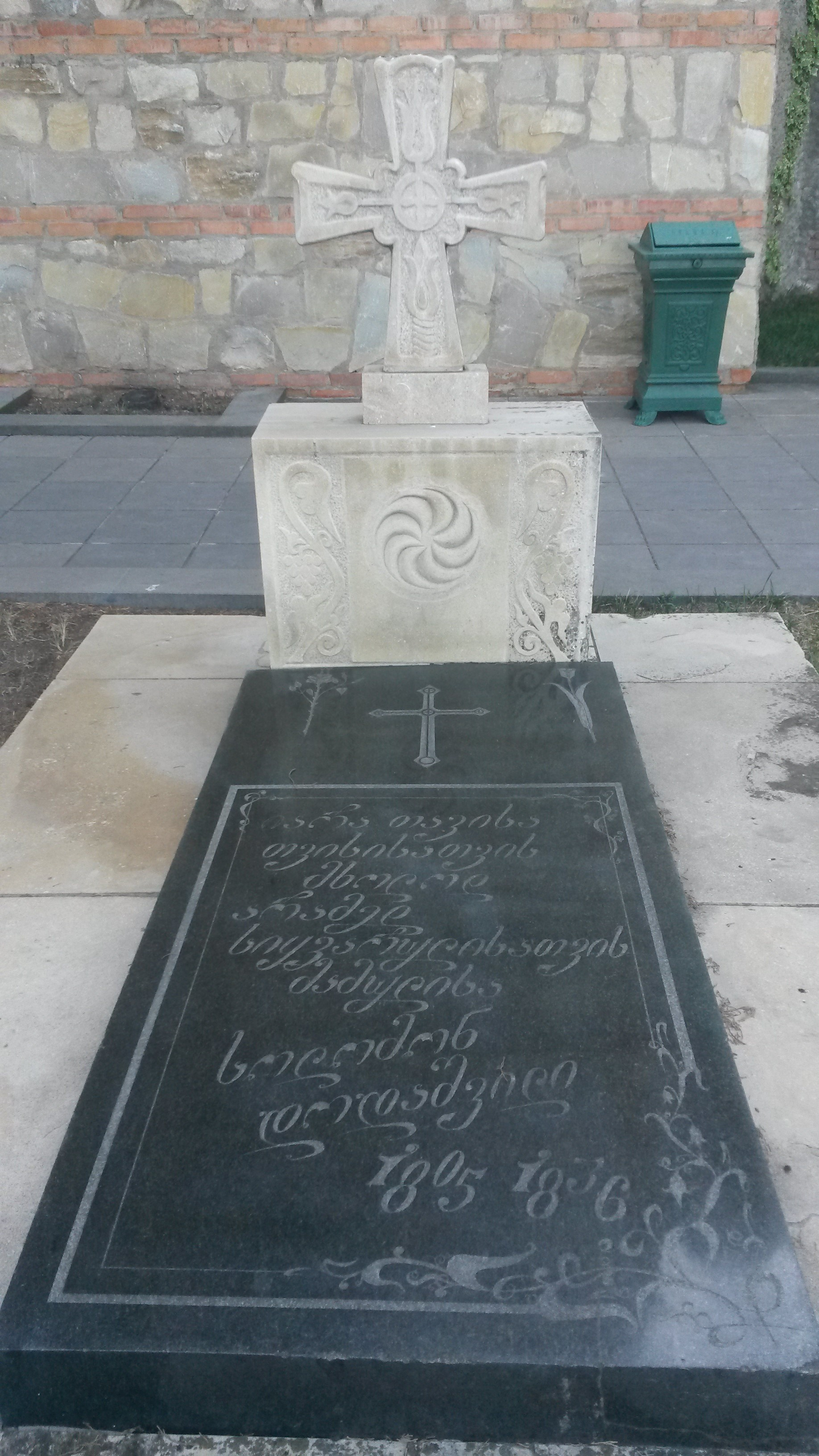
Могила Додашвили

Умер от туберкулёза. В 1994 году его прах был перенесён на родину в Пантеон Мтацминда в Тбилиси.

## Научные взгляды
Как философ приближался к материализму, но не освободился полностью от некоторых взглядов кантовской философии. Его работа по логике вышла в 1827 году на русском языке под псевдонимом «Додаев-Магарский». Когда Додашвили говорит, что предмет разума есть мир, множество предметов, от которых зависят правила мышления,— то здесь выражен материализм, но когда он утверждает, что законы логики априорны, что пространство и время обязаны, своим происхождением уму,— то это уже кантианский идеализм. Логику он определяет как науку о всеобщих и непременных законах мышления, о правилах вывода следствия из данной истины «без противоречия и замешательства». Додашвили высоко ценил Аристотеля за то, что он придал логике «ученый вид», и Бэкона, который первым после средних веков показал, что «все человеческие познания состоят в исследовании предметов, нас окружающих…». Основной формой мышления, по Додашвили, является суждение, но его он иногда трактует идеалистически и вообще отождествляет его с предложением. Понятие он определяет как следствие суждения, как совокупность существенных признаков вещей, но наделяет его чертами наглядности, видя в нём чувственное представление. Умозаключение трактуется им как «развитое суждение», состоящее из двух понятий, соединённых третьим, что означает сведение всех форм умозаключения к силлогизму, хотя Додашвили рассматривает и индукцию, и аналогию.
Соломон Додашвили был учителем Н. Бараташвили, другом и соратником плеяды грузинских романтиков.

### Рождение
Существует несколько вариантов даты рождения Соломона Додашвили, однако, по мнению большинства авторов наиболее вероятной является дата 17 мая 1805 года. В качестве альтернатив рассматриваются также даты 1802 год, 1803 год, 1804 год, 1806 год и даже 1815 год. М. Гоцадзе, один из крупнейших исследователей личности Соломона Додашвили, отмечает, что во многих документах существует множество корректур, что по его мнению, является результатом устной передачи информации, опечаток, а иногда и примерного исчисления. Впервые Соломона Додашвили упомянули в прессе в 1875 году. Как писала пресса того времени, «Додаев родился в 1805 году». Согласно документу, который хранился в семье Додашвили, «Соломон родился в 1805 году, в майские именины Андроника». Кроме того, в пользу версии 1805 года говорит и письмо самого Додашвили — 7 февраля 1833 года Додашвили писал : «От рождения мне 28 лет». Майские именины Андроника праздновались 17 мая. Исходя из вышесказанного, М. Гоцадзе с уверенностью отмечает, что Додашвили родился 17 мая 1805 года.

### Фамилия
Фамилия Додашвили являлась фамилией государственных крестьян и известна с 1684 года. В одном из документов того времени встречается следующее :

Я, Додашвили Папуна, передаю книгу купли-продажи и пишу письмо сие Хороникона ტობ (372).
Оригинальный текст (груз.)ნასყიდობის წიგნი და ფიცი დაგიწერე და მოგეც მე დოდაშვილმა პაპუნამა... დაიწერა წიგნი ესე ქორონიკონსა ტობ.
— Центральный Государственный Исторический Архив; Фонд 1457; тетрадь VI; стр. 1106 - 1110
Заал Чичинадзе пишет, что отец Соломона Додашвили был священником из крестьян, а В.Орбелиани в одном из писем отмечает, что Додаев был крестьянином. О социальном происхождении Додашвили интересные сведения содержатся в документе 1821 года. В документе в частности говорится, что:
Соломон Додаев, Сигнагского уезда, селения Магаро, священника, из казённых крестьян, Иоанна сын.

### Семья
Семья Соломона Додашвили была многочисленной. Наиболее интересные сведения о семье содержатся в 22 рукописи S фонда исторического музея Грузии и документе из архива Вятского губернаторства. На титульном листе ркописи № 22 даются следующие сведения о семье Додашвили -
Дети Иоанна — Соломон, Степан, (Михаил и Николай
умерли в младенчестве), Иасе, Придон. Женщины - Агафья, Мелания
и Нино. 
 Соломон родился в
1805 году (В майские именины Адроника). Его дети — Иоанн родился
21 сентября 1829 года (Дочь Нина первого августе 1831 года ), Константин
в декабре 1832 года. Елена — жена Соломона.
В документе из Вятского архива даются похожие сведения, однако несколько дополненные — «Имеет жену, двух малолетних детей и дочь, которые живут с ним, отец, мать, три брата, три сестры, живут в Сигнахском уезде, селении Магаро, и ещё брат, служащий в Сенате.»
Отец Соломона Додашвили был священником и образованным человеком. Обучение получил в монастыре Давид Гареджа, где слушал риторику и богословие католикоса Антона I. Именно отец начал обучать грамоте. Мать Соломона звали Варвара, и известно что в конце жизни она серьёзно болела.